# Vue de la vallée de l'Elbe
Vue de la vallée de l'Elbe (en allemand : Ausblick ins Elbtal) est un tableau du peintre allemand Caspar David Friedrich, réalisé vers 1807.

## Description
Le tableau est une peinture à l'huile sur toile, mesurant 81,5 cm de hauteur sur 80 cm de largeur.

## Historique
Caspar David Friedrich peint Vue de la vallée de l'Elbe en 1807.
Le tableau se trouve à la Galerie Neue Meister de Dresde en Allemagne.